# Pristurus rupestris
Pristurus rupestris е вид влечуго от семейство Sphaerodactylidae. Видът не е застрашен от изчезване.

## Разпространение и местообитание
Разпространен е в Джибути, Еритрея, Етиопия, Йордания, Иран, Обединени арабски емирства, Оман, Саудитска Арабия и Сомалия.
Обитава скалисти райони, гористи местности, места с песъчлива почва, поляни, храсталаци, крайбрежия и плажове.

## Описание
Популацията на вида е нарастваща.